# Ка ла Селва (Римини)
Ка ла Селва је насеље у Италији у округу Римини, региону Емилија-Ромања.
Према процени из 2011. у насељу је живело 27 становника. Насеље се налази на надморској висини од 372 м.